# クーンラピッズ (ミネソタ州)
クーンラピッズ（英語Coon Rapids）は、アメリカ合衆国ミネソタ州のアノーカ郡にある都市。人口は6万3599人（2020年）。ミネアポリスの北に位置しており、ミネアポリス・セントポール都市圏に含まれる。

## 地理
アメリカ合衆国国勢調査局によると、総面積は23.34mi²(60.45km²)で22.61mi²(58.56km²)が陸地で 0.73mi²(1.89km²)が水域である 。湖畔で娯楽が保養が出来るCenaiko湖とCrooked湖があり、Crooked湖の面積のうち2/3はクーンラピッズにあるが、残りは北側に面したアンドーバーにある。

## 歴史
1835年、ミネアポリスとアノーカ郡を結ぶ道路「Red River Ox Cart Trail 」が開通した。この道路は軍や産業のために建設された。1881年にDr. D.C. Dunhamが設立したレンガ工場やテラコッタ瓦工場などが建設され最初の産業が始まった。粘土の切削のために掘られた「Clay Hole」という大きな穴がクーンラピッズの産業の歴史の1つとして残っている。現在この道路の名称は「クーンラピッズ・ブルバード」に変わり、主要な商業地となっている.。
1912年にクーンラピッズダムの建設が始まり、労働者やエンジニアの多く流入した事から初めて1,000人の人口を超えた。ダムは1914年に完成し、地域の重要な水力発電所となったが、後にヘネピン郡に売却されクーンラピッズダム公園の一部となった
。
ダムが建設された際に町の名前が「Coon Creek Rapids」に変更され、その後「Coon Rapids」に短縮された名前になった。1959年に村制から市制に変わる住民投票が行われ市へと移行された。1959年に14,000人だった人口は2015年には62,000人を超え、ミネソタ州でも13番目に大きな市となった。

## 交通
かつてミシシッピ川の蒸気船は北方のセントクラウドまで航行していた。1914年のクーンラピッズダムの完成によりクーンラピッズが航行可能な流域の北限になった。
アメリカ国道10号線とミネソタ州道47号線および610号線がクーンラピッズの3つのメイン道路になっている。また2009年11月に出来た北西の郊外からミネアポリスのダウンタウンを結ぶNorthstar Commuter Rail という通勤電車の駅「Coon Rapids Riverdale Station」がある
。

## 経済
クーンラピッズには、医療機器メーカーのRMS Company、家具小売店のHOM Furniture、印刷会社のJohn Roberts Company、出版社のECM Publishersの本社がある。
「City's 2014 Comprehensive Annual Financial Report」によると、市内で従業員数が多い企業は以下の通りである。
| 順位 | 企業                                | 従業員数 |
| ---- | ----------------------------------- | -------- |
| 1    | Mercy Health (Allina Health System) | 1,860    |
| 2    | Independent School District #11     | 1,238    |
| 3    | RMS Company                         | 672      |
| 4    | Honeywell Aerospace                 | 600      |
| 5    | Anoka-Ramsey Community College      | 403      |
| 6    | HOM Furniture                       | 300      |
| 7    | ターゲット                          | 300      |
| 8    | City of Coon Rapids                 | 285      |
| 9    | Menards                             | 220      |
| 10   | ウォルマート                        | 200      |

## 政治
クーンラピッズは市政をシティー・マネージャー制で運営しており、2017年現在市長はJerry Kochである。次回の選挙は2018年に行われる予定。
歴代市長
| - Joe Nelson (1952–1953) - Glenn Haven (1954–1955) - Leslie B. Mason (1956–1958) - Irving Nelson (1958–1959) - Joe Craig (1960–1967) | - Robert Voss (1968–1971) - Donald Erlandson (1972–1975) - George White (1976–1979) - David S. McCauley (1980–1981) - Robert B. Lewis (1982–1989) | - Richard S. Reiter (1990–1991) - William F. Thompson (1992–1998) - Ilona McCauley (1999–2002) - Tim Howe (2003–2014) - Jerry Koch (2015–present) |

2012年の選挙において、ミネソタ州議会・下院議員は
- Peggy Scott(選挙区35B、共和党系)
- Mark Uglem(選挙区36A、共和党系)
- Melissa Hortman(選挙区36B、民主党系)
- Jerry Newton(選挙区37A、民主党系)

であり、州議会・上院議員は
- Jim Abeler (選挙区35、共和党系)
- John Hoffman (選挙区36、民主党系)
- Alice Johnson (選挙区37、 民主党系)

となっている。
またクーンラピッズはミネソタ第3選挙区と一部が第6選挙区となっており、3区のアメリカ合衆国下院の議員はErik Paulsen（共和党系)、6区はTom Emmer（共和党系)である。

## 教育
クーンラピッズにはAnoka-Ramsey Community Collegeがあり、2年制・4年制などバラエティ豊かなプログラムが提供されており、2013年には754の準博士号が授与されている。
また市内の学校の運営はAnoka-Hennepin Public School District 11が行っており、Coon Rapids High Schoolは市内で一番大きな高校で約2800人の生徒を持つ。

## 人口統計
2010年の国勢調査
- 人口: 61,476人
  - 23,532世帯
    - 18歳以下の子持ちの世帯: 34.3%%
    - 結婚して一緒に住んでいる世帯: 51.4%
    - 旦那がいない女性の世帯: 13.0%
    - 妻がいない男性の世帯: 4.9%
    - 家族がいない世帯: 30.6%
    - 家族すべてが独立している世帯: 23.8%
    - 65歳以上が一人で住んでいる世帯: 7.8%

  - 16,323家族
- 平均世帯構成: 2.60人
- 平均家族構成: 3.08人
- 年齢の中央値: 36.9歳 
  - 18歳以下: 24.5%
  - 18～24歳: 8.9%
  - 25～44歳: 27.5%
  - 45～64歳: 27.8%
  - 65歳以上: 11.3%
  - 男女比率: 48.4% 対51.6%
- 人口密度: 2,906.8人/mi²(1,122.3/km²)
- 1,081.9mi²(417.7km²)当たり24,462の家屋
- 人種構成
  - 白人: 86.0%%
  - アフリカ系: 5.5%
  - ネイティブ・アメリカン: 0.7%
  - アジア系: 3.5%
  - ヒスパニック系およびラテン系: 3.2%
  - その他: 4.3%

2000年の国勢調査
- 人口: 61,627人
  - 22,578世帯
    - 18歳以下の子持ちの世帯: 39.1%
    - 結婚して一緒に住んでいる世帯: 57.3%
    - 旦那がいない女性の世帯: 12.2%
    - 家族がいない世帯: 26.6%
    - 家族すべてが独立している世帯: 20.1%
    - 65歳以上が一人で住んでいる世帯: 5.1%

  - 16,572家族
- 平均世帯構成: 2.71人
- 平均家族構成: 3.15人
- 年齢の中央値: 33歳 
  - 18歳以下: 28.7%
  - 18～24歳: 8.9%
  - 25～44歳: 33.3%
  - 45～64歳: 21.7%
  - 65歳以上: 7.3%
  - 女性100人に対し男性の比率: 94.8人
  - 18歳以上の女性100人に対し男性の比率: 91.5人
- 人口密度: 2,718.1人/mi²(1,049.5人/km²)
- 1,007.2mi²(388.8km²)当たり22,828の家屋
- 人種構成
  - 白人: 93.22%
  - アフリカ系: 2.18%
  - ネイティブ・アメリカン: 0.67%
  - アジア系: 1.60%
  - 太平洋諸島系: 0.01%
  - ヒスパニック系およびラテン系: 1.51%
  - その他: 2.32%

- 世帯当たりの収入の中央値: 55,550ドル
- 家族当たりの収入の中央値: 62,260ドル
- 男性の収入の中央値: 41,195ドル
- 女性の収入の中央値: 30,277ドル
- 一人当たりの収入: 22,195ドル
- 3.6%の家族及び4.8%の人口が貧困層 (このうち6.6%が18歳以下で6.1%が65歳以上)

## 著名人
- ダン・ジョンソン： メジャーリーグおよび横浜DeNAベイスターズに所属していた野球選手
- Brandon Paulson： アマチュアレスリング(グレコローマンスタイル)のオリンピック選手
- Patrick Sawyer： ナイジェリアで初めてエボラ出血熱の感染源となった人物
- Logan Shore： メジャーリーグのピッチャー